# 基貝德鄉

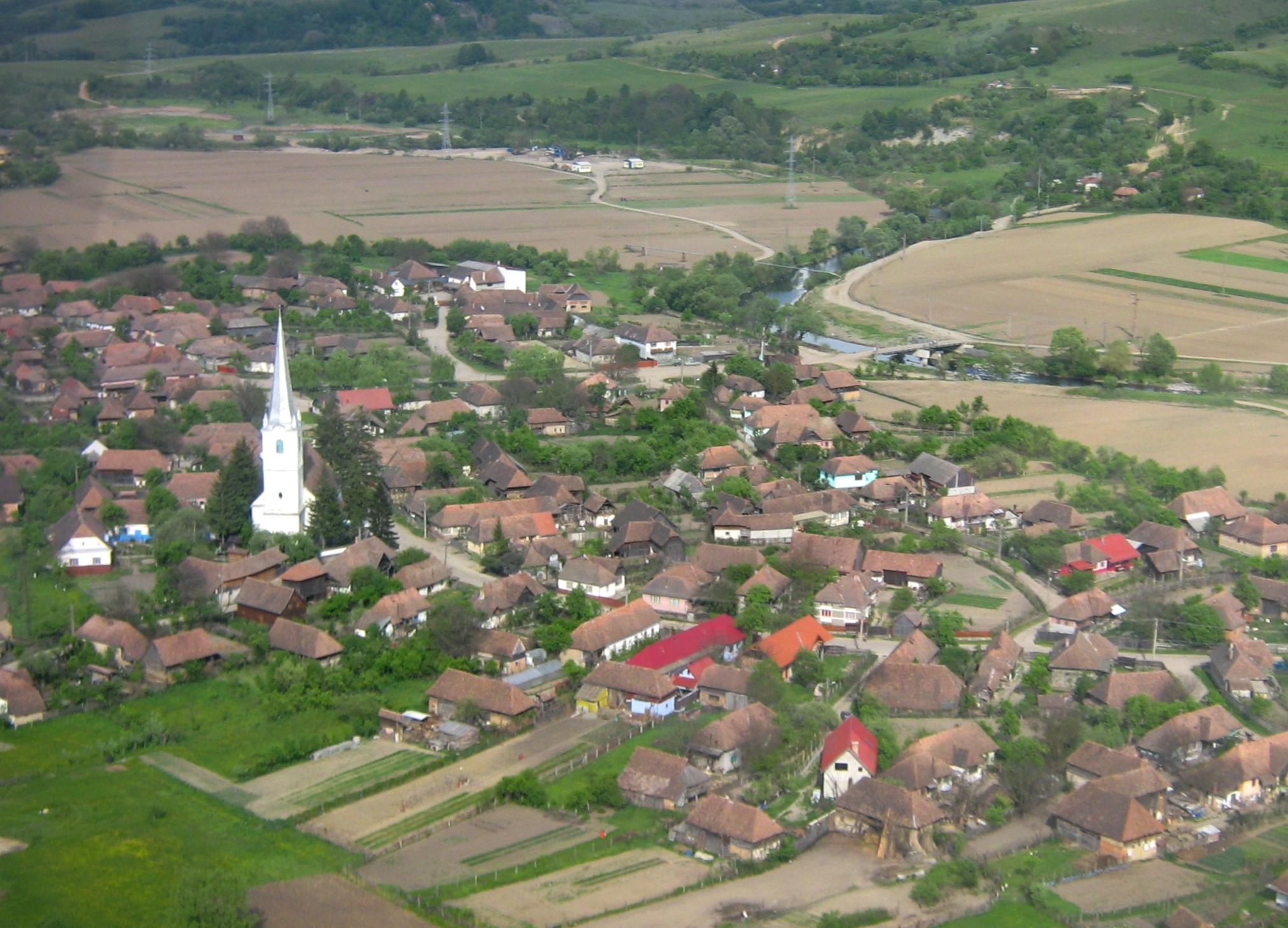

46°31′46″N 24°57′48″E / 46.52944°N 24.96333°E
基貝德鄉（羅馬尼亞語：Comuna Chibed, Mureș），是羅馬尼亞的鄉份，位於該國中部，由穆列什縣負責管轄，面積37平方公里，海拔高度380米，2007年人口1,721，人口密度每平方公里46人。